# Dashiqiao
Dashiqiao (大石桥 ; pinyin : Dàshíqiáo) est une ville de la province du Liaoning en Chine. C'est une ville-district placée sous la juridiction administrative de la ville-préfecture de Yingkou.

## Démographie
La population du district était de 708 269 habitants en 1999.